# Мај нејм из Митар
Мај нејм из Митар је југословенска драма из 1984. године. Режирала ју је Вида Огњеновић која је написала и сценарио.